# Rotraud von Wachter
Rotraud von Wachter (* 29. August 1910 in Augsburg; † nach 1937) war eine deutsche Florettfechterin. Sie focht in verschiedenen Münchner Fechtclubs, wurde zweimal deutsche Vizemeisterin, zweimalige Hochschulweltmeisterin sowie Vizeweltmeisterin mit der Damenflorett-Mannschaft.

## Erfolge
Von Wachter erreichte erstmals 1929 die Endrunde einer deutschen Meisterschaft und belegte den fünften Platz im Damenflorett. 1931 und 1937 wurde sie Vizemeisterin, 1934 Dritte.
1933 wurde sie Achte beim Hutton-Cup, einem internationalen Damen-Fechtturnier, 1937 konnte sie ein internationales Turnier in Innsbruck gewinnen. Als Mitglied der deutschen Nationalmannschaft nahm sie 1932 in Kopenhagen an den ersten Europameisterschaften, die als Vorläufer der Weltmeisterschaften gelten, in der Disziplin Damenflorett-Mannschaft teil. Das deutsche Team mit Roething Lindinger, Tilly Merz, Rotraud von Wachter und Erna Sondheim belegte hier den 3. Platz hinter Dänemark und Österreich. Ebenfalls in Kopenhagen verlor von Wachter zusammen mit dem deutschen Team 1937 einen Länderkampf gegen Dänemark. Bei den Weltmeisterschaften in Paris im selben Jahr belegte die Damenflorett-Mannschaft den zweiten Platz (Rotraud von Wachter, Hedwig Haß, Helene Mayer und Olga Oelkers).
Mindestens von 1930 bis 1937 studierte Wachter in München. 1930 wurde sie deutsche Hochschulmeisterin, die Weltmeisterschaften der Hochschulen 1935 in Budapest und 1937 in Paris konnte sie ebenfalls gewinnen.